# Stephen (Minnesota)
Stephen è una città degli Stati Uniti d'America, situata in Minnesota, nella contea di Marshall.